# ألدريش أميس
ألدريتش هيزين أيمس (بالإنجليزية: Aldrich Hazen Ames) (من مواليد 26 مايو/ أيّار من عام 1941) هو ضابطٌ سابقٌ في وكالةِ الاستخبارات المركزيّة CIA، وأصبح فيما بعد عميلاً مزدوجاً لجهاز الاستخبارات السوفيتيّة KGB، أُدين في عام 1994 بتهمة التجسّس، ويقضي حاليّاً عقوبة السجن المؤبّد –دون وجود إمكانيّة لإطلاق صراحه بشكلٍ مشروط– في المؤسّسة الفدراليّة الإصلاحيّة في مدينة تير هوت الواقعة في ولاية انديانا الأمريكيّة. كان أيمس في السابق ضابطاً مخابرات في وكالة الاستخبارات المركزيّة، قام في عمر 31 عاما من خلال عمله كجاسوس لصالح الاتّحاد السوفيتي وروسيا بأعمال تجسّس ضد الولايات المتّحدة الأمريكيّة.
كانت كميّة المعلومات التي سرّبها أيمس –قبل أن يتمّ اعتقاله– حول أكثر ممتلكات جهاز الاستخبارات المركزيّة سرّيّة أكبر من أيّ كميّة نشرها أيّ ضابطٍ آخر في التاريخ، إلى أن تمّ اعتقال الجاسوس روبرت هانسين بعد سبع سنوات، أي في عام 2001.

## النشأة والعمل

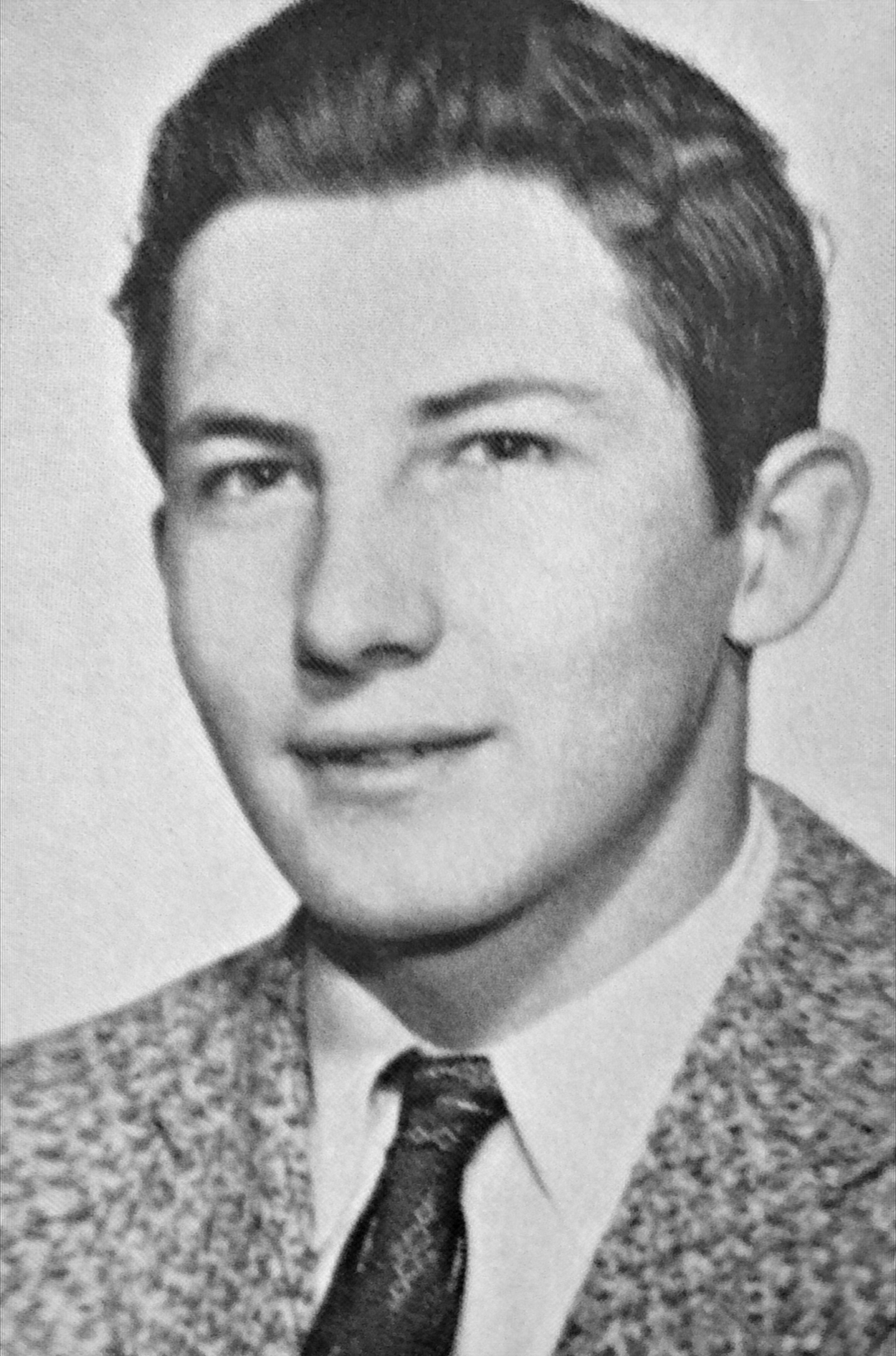
صورة الكتاب السنوي لعام 1958 لألدريش أميس

وُلد أيمس في بلدة ريفر فولز الواقعة في ولاية ويسكنسون الأمريكيّة، لأبوين هما كارلتون سيسل أيمس، وريتشل أيمس – ني ألدريتش. كان والده محاضراً جامعيّاً في جامعة ويسكنسون – ريفر فولز الحكوميّة، أمّا والدته فقد كانت تدرّس اللغة الإنكليزيّة في المدارس الثانويّة. كان لألدريتش شقيقتين اثنتين تصغرانه سنّاً. بدأ والده في عام 1952 بالعمل في مديريّة عمليّات وكالة الاستخبارات المركزيّة في ولاية فرجينيا، وأُرسل في عام 1953 إلى جنوب شرق آسيا للعمل لمدّة ثلاث سنوات برفقة عائلته. تلقّى كارلتون «تقييماً انتقاديّاً سلبيّاً للغاية» بشكلٍ جزئيّ وذلك لإدمانه الشديد للكحول، وقضى بقيّة حياته المهنيّة في مقرّ وكالة الاستخبارات المركزيّة CIA.
تلقّى أيمس تعليمه الثانويّ في ثانويّة ماكلين الواقعة في مدينة ماكلين بولاية فرجينيا الأمريكيّة، بدأ ألدريتش بعد انتهاء سنته الثانية في المدرسة الثانويّة في عام 1957 بالعمل لدى وكالة الاستخبارات المركزيّة لمدّة ثلاثة مواسم كمحلّل وثائق برتبة دنيا (المستوى الثالث في فئة الخدمات العامّة)، وعمل في مجال توسيم الوثائق السرّيّة لرفعها. دخل ألدريتش أيمس إلى جامعة شيكاغو في عام 1959 بنيّة دراسة الثقافات الأجنبيّة والتاريخ، لكنّ شغفه بالتمثيل قد أدّى به إلى الرسوب في مقرّراته، ولم يتمكّن نتيجة لذلك من إكمال سنته الثانية. عمل أيمس خلال صيف عام 1960 في وكالة الاستخبارات المركزيّة كعاملٍ باليوميّة/ رسّام. أصبح فيما بعد مديراً فنّيّاً مساعداً في مسرح شيكاغو وذلك حتّى شهر شباط/ فبراير من عام 1962.  شغل ألدريتش أيمس بعد عودته إلى منطقة واشنطن وظيفة بدوامٍ كامل في وكالة الاستخبارات المركزيّة ليقوم بنفس العمل الكتابيّ الذي أدّاه أيّام المدرسة الثانويّة.

## العمل في وكالة الاستخبارات المركزيّة
أكمل ألدريتش بعد ذلك بخمس سنوات دراسته للحصول على درجة البكالوريوس في التاريخ في جامعة جورج واشنطن، لم يكن أيمس يخطّط للحصول على وظيفة في وكالة الاستخبارات المركزيّة CIA، ولكن، وبعد وصوله إلى الرتبة السابعة في الجدول العامّ للأجور GS-7، وتلقّيه لتقييمات جيّدة على أدائه، تمّ قبوله في برنامج التدريب المهنيّ، بالرغم من وجود عدّة مناوشات متعلّقة بالكحول في سجلّه لدى الشرطة. تزوّج أيمس في سنة 1969 من الضابطة في وكالة الاستخبارات المركزيّة نانسي سيجبارث، التي التقها بها في برنامج تدريب الموظّفين.
استقالت نانسي من عملها في وكالة الاستخبارات المركزيّة بعد تعيين زوجها في مدينة أنقرة التركيّة، وذلك بسبب قاعدة تمنع الأزواج من العمل بنفس المركز الوظيفيّ. كان هدف العمل الذي يقوم به أيمس في تركيّا هو استهداف ضبّاط الاستخبارات السوفيتيّين لتجنيدهم، وتمكّن من اختراق منظّمة اتّحاد شبيبة الثورة الشيوعيّة عبر زميله في السكن ديسنيز غيزميش، على الرغم من نجاح ألدريتش في اختراق هذه المنظّمة فقد تمّ تصنيف أداءه على أنّه «مقبول» فقط، وهو ما تسبّب في تثبيط عزيمة أيمس، وفي التفكير مليّاً بترك عمله في وكالة الاستخبارات المركزيّة.
عاد أيمس في عام 1972 إلى مقرّ وكالة الاستخبارات المركزيّة وأمضى السنوات الأربعة التالية من حياته في العمل بقسم الاتّحاد السوفيتي وأوروبّا الشرقيّة. كانت عمليّات استعراض أدائه «حماسيّة بشكلٍ عام»، ويرجع ذلك إلى إجادته للعمل في إداراة الأعمال المكتبيّة والتخطيط الميدانيّ أكثر من العمل في قسم تجنيد العملاء. تمّت الإشارة إلى مشكلة الشرب خاصّته، ووضع على إثر ذلك مذكّرتي «للرؤية فقط» في ملفّه.
عُيّن أيمس في عام 1976 في مدينة نيويورك حيث كانت مهمّته التعامل مع اثنتين من المتروكات السوفيتيّة، قُيّم عمله في هذه المهمّة بالممتاز، وتلقَّ على إثر نجاحه في مهمّته هذه الكثيرَ من المكاقآت والترقيات، حيث استطاع أن يتجاوز مراتب أغلب ضبّاط العمليّات الذين يشاركونه بنفس مستوى الراتب، وبالرغم من ذلك فقد تمّت الإشارة إلى ميله للمماطلة في الطلبات المقدّمة من المحاسبة الماليّة، أدّى عدم اهتمام ألدريتش للتفاصيل به إلى ارتكابه لانتهاكين أمنيّين مهمّين اثنين، بما في ذلك تركه لحقيبة مليئة بالمعدّات التشغيليّة السرّيّة في نفق محطّة القطارات، وتلقًّ أيمس بالنتيجة لتوبيخٍ شفهيٍّ فقط.
وافق أيمس في عام 1981 على وظيفة في مدينة مكسيكو وذلك في الفترة التي كانت تتواجد فيها زوجته في نيويورك. كانت التقييمات التي يحصل عليها أيمس في المكسيك متوسّطة في أحسن الأحوال، وانخرط في تلك الفترة بثلاثة علاقات عاطفيّة خارج إطار الزواج. دخل أيمس في عام 1982 بعلاقة غراميّة مع ماريا ديل روزاريو كاسيس دوباي، الملحق الثقافيّ في السفارة الكولومبيّة التي تعمل كمخبرة في وكالة الاستخبارات المركزيّة CIA، لم يقم أيمس بإبلاغ رؤسائه في وكالة الاستخبارات المركزيّة بالعلاقة التي تربطه مع مواطنة أجنبيّة على الرغم من ضرورة القيام بذلك وفق تشريعات الوكالة، إلّا أنّ بعض زملائه في العمل كانوا على دراية بالموضوع. كانت تقييمات الأداء السلبيّة التي يحصل عليها أيمس تُعزى بشكلٍ جزئيّ إلى إفراطه في شرب الكحول. دخل أيمس خلال حفل استقبال دبلوماسيّ حصل في مدينة مكسيكو –وهو في حالة سكر– في نقاشٍ صاخبٍ مع مسؤول كوبيّ، الأمر الذي أدّى إلى دقّ رؤسائه لناقوس الخطر.
بالرغم من ذلك، فقد أعادت وكالة المخابرات المركزيّة في شهر سبتمبر/ أيلول من عام 1983 أيمس إلى قسم الاتّحاد السوفيتي وأوروبّا الشرقيّة في واشنطن. واُعيد تعيينه في إدارة العمليّات التي تعتبر أكثر الأركان حساسيّة في القسم، والتي كانت مسؤولة عن مكافحة التجسّس السوفيتي. كان أيمس يمتلك إمكانيّة الوصول إلى جميع خطط وعمليّات وكالة الاستخبارات المركزيّة ضدّ كلّ من الاستخبارات السوفيتيّة (KGB) ومديريّة المخابرات الرئيسيّة (GRU)، والمخابرات العسكريّة السوفيتيّة. انفصل أميس في شهر أكتوبر/ تشرين الأوّل عن زوجته نانسي، وقدّم في شهر نوفمبر/ تشرين الثاني، تقريراً عن «نشاط خارجي» إلى CIA أشار فيه إلى العلاقة الغراميّة التي جمعته بروزاريو. وافق أيمس على دفع ديون الزوجين كجزء من تسوية الطلاق، إضافة إلى تقديمه لدعم مادّيّ شهريّ إلى نانسي سيجبارث لمدّة ثلاث سنوات ونصف السنة، بما مجموعه 46 ألف دولارٍ تقريباً. اعتقد أيمس أنّه من الممكن أن يتعرّض للإفلاس نتيجة للطلاق، وقال في تصريح لاحق أنّ الضغط الماليّ الذي تعرّض له بسبب الطلاق هو ما دفعه إلى التفكير بالتجسّس لصالح الاتّحاد السوفيتي. تبيّن أيضاً أنّ مصاريف عشيقته روزاريو كانت ضخمة، فقد كانت تجري مكالماتٍ مع عائلاتها في كولومبيا بتكلفة 400% شهريّاً، وكانت تتسوّق ببذخ. وجد مكتب التحقيقات الفيدرالي FBI في منزل روزايرو بعد إلقاء القبض عليها 60 حقيبة يد، وأكثر من 500 زوجٍ من الأحذية، و165 صندوقاً غير مفتوح من الجوارب الطويلة.

## أنشطة التجسس
ساعدت أيميز بشكل روتيني وكالة المخابرات المركزية الأمريكية الذي قيم مسؤولي السفارة السوفيتية كجواسيس محتملين. كجزء من هذه المسؤولية، وبمعرفة كل من وكالة المخابرات المركزية ومكتب التحقيقات الفيدرالي، بدأ أيميز في إجراء اتصالات داخل السفارة السوفيتية. في أبريل 1985، قدم أيميز معلومات إلى السوفيت كان يعتقد أنها «لا قيمة لها في الأساس» ولكنه أثبت أنه مصدرًا مهمًا داخل وكالة المخابرات المركزية. كما طلب 50 ألف دولار، والتي دفعها السوفيت بسرعة. وادعى في وقت لاحق أنه لم يكن مستعدًا لإعطاء أكثر من «معلومة صغيرة» من أجل سداد مديونياته الفورية، ولكنه اتخذ خطوة لا يمكنه أبدًا التراجع عنها. سرعان ما زود أيميز السوفيت بما لا يقل عن عشرة أسماء لعملاء رفيعي المستوى كانوا يعملون لصالح وكالة المخابرات المركزية ومكتب التحقيقات الفدرالي والذين كانوا يقدمون تقارير عن الأنشطة السوفيتية. أعتقد أيميز أنه كان هناك «الكثير من المال الذي يمكن أن يستخدمه» في حال تسليم بعض المعلومات السرية، ولكن بتسليمه لهذه الأسماء سيقلل أيضًا من فرص اكتشافه.
بحلول عام 1985، بدأت شبكة من عملاء تابعين لوكالة المخابرات المركزية في الاختفاء بمعدل ينذر بالخطر. أدركت وكالة المخابرات المركزية أن هناك شيئًا خاطئًا، لكنها كانت مترددة في النظر في إمكانية وجود مسرب داخل الوكالة. ركزت التحقيقات الأولية على الخروقات المحتملة التي من الممكن أن تكون أجهزة تنصت سوفيتية مزروعة داخل مكاتب الوكالة، أو شفرة سرية تم كشفها.
ألقت وكالة المخابرات المركزية في البداية باللوم على خسائرها على عميل سابق آخر لوكالة المخابرات المركزية، إدوارد لي هوارد، الذي كان جاسوسًا تابعًا للسوفيت. ولكن عندما فقدت وكالة المخابرات المركزية ثلاثة عملاء مهمين أخرين تابعين لها لم يكن هوارد يعرف شيئًا، كان من الواضح أن الاعتقالات (وعمليات الإعدام) السوفيتية كانت نتيجة لمعلومات قدمها مصدر آخر. كما قال أحد ضباط وكالة المخابرات المركزية، كان السوفيت «يكتشفون الأمور وينهونها بشكل متهور»، وهو أمر غير اعتيادي إلى حد كبير، لأنه هذه التصرفات سوف تقوم بكشف مصدرهم الذي يزودهم بالمعلومات. في الواقع، اعتذر منه ضابط اتصاله السوفيتي، قائلًا إنه اختلف مع طريقة العمل هذه، لكن لا يمكنه فعل شيء لأن الأوامر بخصوص هذا الشأن كانت تصدر من القيادة السياسية العليا.
في هذه الأثناء، واصل أيميز لقاءه العلني مع ضابط اتصاله بالسفارة السوفيتية. لبعض الوقت، تساءل بعض رؤسائه وزملائه عن سبب هذه اللقاءات، كان يخبرهم بأن يحاول تجنيده وتجنيد عملاء سوفيت آخرين. تلقى أيميز من 20 ألف دولار إلى 50 ألف دولار في كل مرة يتناول فيها الاثنان الغداء. في نهاية المطاف، تلقى أيميز 4.6 مليون دولار من السوفيت، مما سمح له بالاستمتاع بنمط حياة يفوق بكثير القدرات المادية لضابط في وكالة المخابرات المركزية. في أغسطس 1985، عندما أصبح طلاق أيميز نهائيًا، تزوج روزاريو على الفور. إدراكًا أن ثروته الجديدة ستثير الشكوك، اختلق قصة بأن هذا المال قدمته له عائلة زوجته الكولومبية الغنية. للمساعدة في جعل القصة حقيقية، أرسل أيميز مبالغ كبيرة من مبالغ التجسس إلى أصهاره الجدد في بوغوتا، كولومبيا، للمساعدة في تحسين وضعهم المادي السيء.
في عام 1986، بعد خسارة العديد من العملاء التابعين لوكالة المخابرات المركزية، زاد خوف أيميز من أن يكشف أمره، وتكلم مع ضابط اتصاله السوفيتي بخصوص مخاوفه. ألقت وكالة المخابرات السوفيتية (KGB) المحققين الأمريكيين بعيدًا عن طريق أيميز من خلال عملية تضليل متعمدة، حيث ورد اتصال لوكالة المخابرات المركزية بأن هدفهم كان متمركزًا في مركز تدريب وارينتون، وهي منشأة سرية للاتصالات وكالة المخابرات المركزية في ولاية فرجينيا. قام المحققون بالتحقيق في أمر 90 موظفًا في مركز التدريب لمدة عام تقريبًا، واشتبهوا في عشرة أشخاص، على الرغم من أن المحقق الرئيسي أشار إلى أن «هناك العديد من الشخصيات التي تحوم حولها الشبهات وليس موظفي مركز التدريب فقط».
في عام 1986، تم إرساله إلى روما. هناك، تراوحت تقييمات أدائه مرة أخرى من المتوسط إلى السيء لعدة أسباب ومنها افراطه في شرب الكحول. ومع ذلك، في 1990-1991، تمت إعادة تعيينه في قسم مكافحة التجسس بوكالة المخابرات المركزية، مما أتاح له الوصول إلى «بيانات حساسة للغاية»، بما في ذلك معلومات عن العملاء المزدوجين التابعين للوكالة.

## تحقيقات الـCIA
في أواخر عام 1986، شكلت وكالة المخابرات المركزية فريقًا للتحقيق في مصدر التسريبات. وبقيادة بول ريدموند، ويتألف من جين فيرتيفيل، وساندرا غرايمز، وديانا ورثن، ودان باين، اشتبه الفريق في أسباب محتملة مختلفة، بما في ذلك احتمال بأن الاستخبارات السوفيتية قد تنصتت على الوكالة، أو اعترضت اتصالاتها، أو أنها قامت بتجنيد أحد موظفي الوكالة. بحلول عام 1990، كانت وكالة المخابرات المركزية متأكدة من وجود جاسوس في الوكالة، لكنها لم تتمكن من العثور عليه. توقف تجنيد العملاء السوفيت الجدد بشكل مؤقت، حيث خشيت الوكالة أن الجاسوس سيقوم بإرسال بياناتهم للسوفيت.
قبل ذلك، في نوفمبر 1989، أفادت ديانا ورثن، إحدى زميلات أيميز، بأنه يتمتع بأسلوب حياة يفوق بكثير القدرات المادية لضابط في وكالة المخابرات المركزية، وأن عائلة زوجته كانت أقل ثراء مما ادعى. الذين كانوا يعرفون زوجة أيميز قبل زواجها، التقوا بها في أحد الأيام لمناقشة تثبيت الستائر في منزل أميس. عرفت ورثن، التي قامت مؤخرًا بتثبيت ستائر في منزلها، أنها قد تكون باهظة الثمن وسألت عن الغرفة التي يجب التركيز عليها أولاً، والتي ضحكت فيها زوجة أيميز وقالت: «لا تقلقي بشأن السعر، سأقوم بترميم المنزل بأكمله لاحقًا!» عرفت ورثن أيضًا أن والدي زوجة أيميز كانا يملكان القليل من المال، لكن جهة اتصال بوكالة المخابرات المركزية في بوغوتا لاحظت أن عائلتها الآن ميسورة الحال. ومع ذلك، تحركت وكالة المخابرات المركزية ببطء للتحقيق في حالة أيميز المادية. كما تم تضليل وتحويل المحققين من خلال قصة كاذبة من ضابط وكالة المخابرات المركزية يعمل في الخارج ادعى فيها أن السوفيت قد اخترقوا وكالة المخابرات المركزية مع موظف ولد في الاتحاد السوفيتي.
في عامي 1986 و1991، اجتاز أيميز اختبارين لكشف الكذب أثناء التحقيق في مصدر التسريب، على التوالي. كان أيميز في البداية «مرتعبًا» من احتمال إجراء الاختبار، لكن ضابط اتصاله الروسي نصحه «بالاسترخاء». أظهرت نتائج اختباره إجابات خادعة على بعض الأسئلة، لكن الفاحصين أعلنوا نجاحه في الاختبار، ربما، في رأي لاحق لوكالة المخابرات المركزية، لأن الفاحصين كانوا «ودودين للغاية» وبالتالي لم يراجعوا لغة جسده أو مراقبته عن كثب.
ركزت وكالة المخابرات المركزية أخيرًا على أيميز بعد أن لاحظ زملاء العمل مظهره الشخصي الأكثر حدة، بما في ذلك:
- عمليات طب الأسنان التجميلية: تم عمل جراحة لأسنان أيميز، التي كانت صفراء بشدة بسبب افراطه في التدخين.
- الملابس: في السابق، كان أميس معروفًا بملابسه المتواضعة ذات الذوق السيء، لكنه تغير فجأة إلى ارتداء بذلات مصممة حسب الطلب، حتى رؤسائه أنفسهم لا يتحملون تكلفتها.

كما أدركت وكالة المخابرات المركزية أنه على الرغم من أن الراتب السنوي لـ أيميز كان يبلغ 60 ألف دولار، إلا أنه يستطيع تحمل تكلفة:
- منزل بقيمة 540 ألف دولار في أرلينغتون، فيرجينيا، حيث دفع ثمنه نقدًا.
- سيارة فاخرة من طراز جاكوار بقيمة 50 ألف دولار.
- قام بعمليات ترميم لمنزله بقيمة 99 ألف دولار.
- فواتير الهاتف الشهرية كانت تتجاوز 6 آلاف دولار، معظمها مكالمات من زوجته لعائلتها في كولومبيا.
- بطاقات ائتمانية تتجاوز الحد الأعلى لراتبه الشهري.

## القاء القبض عليه
في مارس 1993، بدأت وكالة المخابرات المركزية ومكتب التحقيقات الفدرالي تحقيقًا مكثفًا في أيميز التي تضمنت المراقبة الإلكترونية، وتفتيش القمامة، وتركيب جهاز تتبع في سيارته لتتبع تحركاته. من نوفمبر 1993 حتى اعتقاله، بقي تحت المراقبة المادية المستمرة تقريبًا. عندما، في أوائل عام 1994، كان من المقرر أن يحضر مؤتمرًا في موسكو، اعتقد مكتب التحقيقات الفدرالي أنه لم يعد بإمكانه الانتظار، وتم القبض عليه وزوجته في 21 فبراير 1994. عند اعتقاله، قال للضباط، «أنكم ترتكبون خطأ كبيرًا! أنكم قبضتم على الرجل الخطأ!».
في 22 فبراير 1994، اتهمت وزارة العدل أيميز وزوجته بالتجسس لصالح الاتحاد السوفيتي وروسيا. أدت خيانة أيميز إلى مقتل عدد من العملاء التابعين لوكالة المخابرات المركزية. وقد أقر بأنه مذنب في 28 أبريل وحكم عليه بالسجن مدى الحياة. كجزء من صفقة اعتراف أيميز، تلقت زوجته حكماً بالسجن لمدة خمس سنوات بتهمة التهرب الضريبي والتآمر لارتكاب التجسس.
في المحكمة، اعترف أيميز بأنه وشى بـ «جميع العملاء التابعين لوكالة المخابرات المركزية الأمريكية والوكالات الأجنبية الصديقة الأخرى المعروفة لي»، وزود الاتحاد السوفيتي وروسيا «بكمية ضخمة من المعلومات عن الولايات المتحدة لسياساتها الخارجية والدفاعية والأمنية». تشير التقديرات إلى أن المعلومات التي قدمتها أيميز إلى السوفيت أدت إلى فضح ما لا يقل عن مئة عملية استخباراتية أمريكية وإعدام ما لا يقل عن عشرة عملاء تابعين للوكالة. علاوة على ذلك، فإن خيانة أيميز سمحت لـلاستخبارات السوفيتية باستخدام عملاء مزدوجين لتزويد المخابرات الأمريكية بمعلومات مضللة من 1986 إلى 1993. وقد تم إضافة بعض هذه المعلومات المضللة في تقارير المخابرات لوكالة المخابرات المركزية، حتى أن العديد منها وصل إلى ثلاثة رؤساء.
وقال أيميز إنه لم يكن خائفا من القبض عليه من قبل مكتب التحقيقات الفيدرالي أو وكالة المخابرات المركزية، ولكنه كان خائفا من المنشقين السوفيت، قائلا: «كل أمريكي سجين فيما يتعلق بالتجسس كان قد تمت الوشاية به عن طريق منشق سوفيتي».

## أيميز حاليا
أميس هو سجين فيدرالي يقضي عقوبة السجن المؤبد في المعهد الإصلاحي الفيدرالي ذي الأمن المتوسط في تير هوت، إنديانا.
تم انتقاد وكالة المخابرات المركزية لعدم تركيزها على أميس في وقت أقرب، بالنظر إلى الزيادة الواضحة في مستوى معيشته. كان هناك «ضجة كبيرة» في الكونجرس عندما قرر مدير وكالة المخابرات المركزية جيمس وولسي أنه لن يتم فصل أو تخفيض رتبة أي شخص في الوكالة. في وقت لاحق، استقال وولسي تحت الضغط.
وهدد محاميه، أفلاطون كاشريس، بالتقاضي بشأن شرعية عمليات التفتيش والضبط التي يقوم بها مكتب التحقيقات الفيدرالي في منزل ومكتب أيميز دون أوامر تفتيش تقليدية، على الرغم من أن اعتراف أيميز جعل التهديد موضع نقاش. ثم أصدر الكونغرس قانونًا جديدًا يمنح تلك السلطة المحددة كافة الصلاحيات.

## وصلات خارجية
- ألدريش أميس على موقع IMDb (الإنجليزية)
- ألدريش أميس على موقع الموسوعة البريطانية (الإنجليزية)
- ألدريش أميس على موقع إن إن دي بي (الإنجليزية)